# Боярышник зелёный
Боярышник зелёный (лат. Crataegus viridis) — дерево, вид рода Боярышник (Crataegus) семейства Розовые (Rosaceae).

## Распространение и экология
В природе ареал вида охватывает центрально-восточные районы США — от Иллинойса на севере до Миссисипи на юге, от Западной Виргинии на востоке до Канзаса на западе.
Произрастает на низких сырых и заболоченных местах, в долинах рек, по берегам озёр, образуя нередко густые заросли.

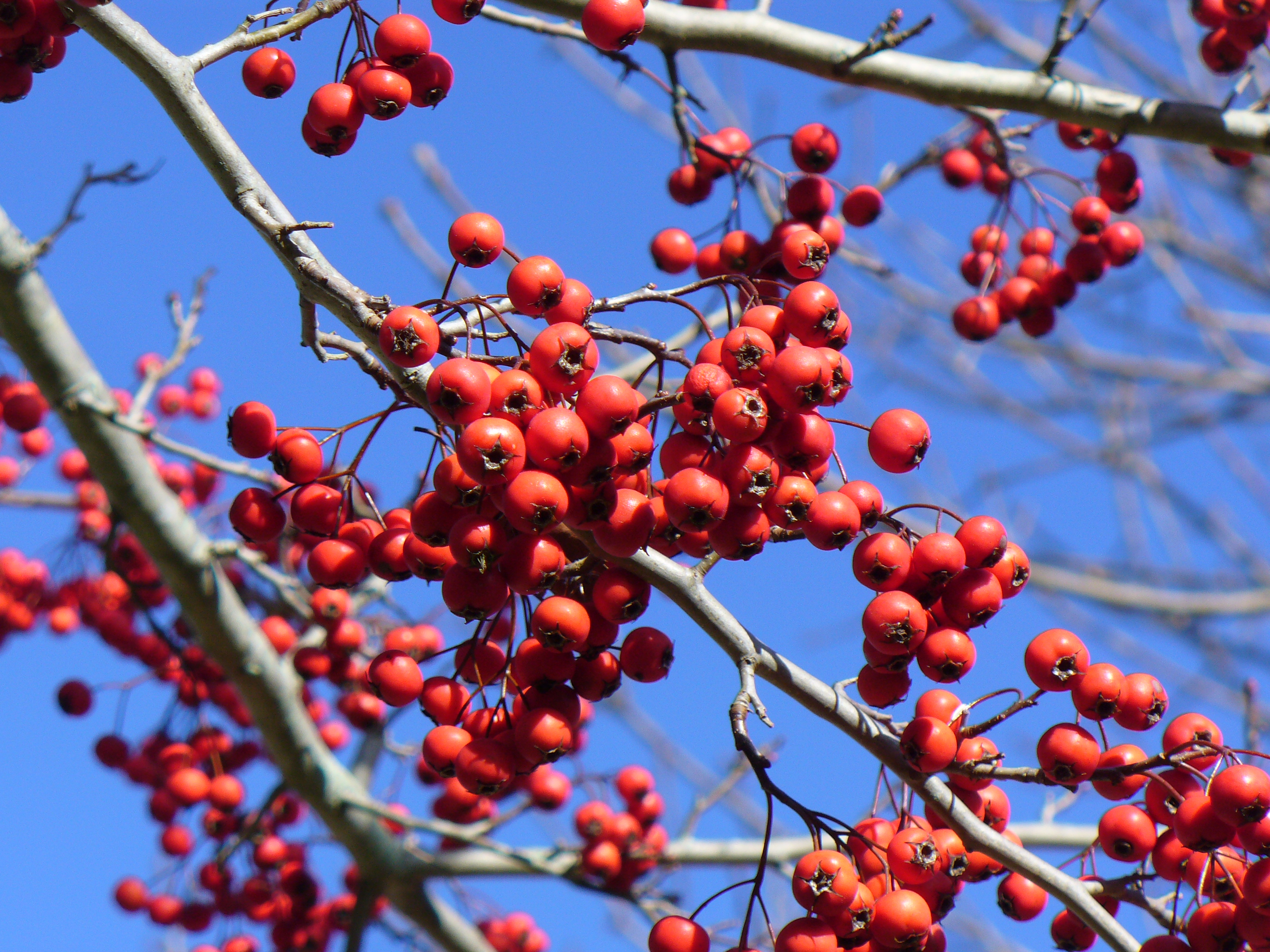
Плоды.

Встречается совместно с карией пекан (Carya illinoinensis), карией бахромчатой (Сагуа laciniosa), дубом болотным (Quercus palustris), дубом черепитчатом (Quercus imbricaria), тополем дельтовидным (Populus deltoides), форестиерой заострённой (Forestiera acuminata), гледичией трёхколючковой (Gleditsia triacanthos), гледичией водной (Gleditsia aquatica).

## Ботаническое описание
Дерево высотой до 12 м, с густо-ветвистой, компактной, округлой кроной и прямым, часто желобчатым стволом, очищенным от ветвей до высоты 2,5—4 м и достигающим 40—50 см в диаметре. Кора светло-серая или коричневатая, шелушащаяся мелкими тонкими пластинками. Ветви пепельно-серые или светло-красно-коричневые; молодые побеги голые, реже негусто-волосистые. Колючки немногочисленные, тонкие, острые, длиной 2,5 см, часто совсем отсутствуют.
Листья продолговато-яйцевидные или узкоэллиптические, длиной 2—7,5 см, шириной 1,2—5 см, с острой или притуплённой вершиной и клиновидно суженным основанием, остропильчатые, с изогнутыми железистыми зубцами, в верхней половине иногда неглубоко трёхлопастные, молодые слабо опушённые, взрослые — сверху голые, тёмно-зелёные, блестящие, снизу с пучками светлых волосков в углах жилок, более бледные. Черешки длиной 2,5—3,5 см. Поздней осенью часто окрашиваются в ярко-красный цвет.
Соцветия 10—20 цветковые, голые. Цветки диаметром до 2 см, с белыми лепестками и ланцетными цельнокрайными чашелистиками, обычно опадающими при плодах. Тычинок 20, с бледно-жёлтыми пыльниками; столбиков обычно 5, реже 2—4.
Плоды — мелкие яблоки, собраны в пониклые, густые гроздья, шаровидные, диаметром 3—7 мм, ярко-красные или оранжевые с сизым налётом. Косточек 4—5, эллипсоидальных, длиной 1,5—3 мм, на спинной стороне бороздчатых.
Цветение в мае. Плодоношение в октябре, часто плоды остаются на дереве до марта следующего года.

## Значение и применение
В культуре с 1827 года, хотя под названием Crataegus viridis часто культивируют другие виды рода Боярышник.
Один из наиболее крупных боярышников с декоративной кроной, особенно эффектной в период цветения и плодоношения.

## Классификация

### Таксономия
Вид Боярышник зелёный входит в род Боярышник (Crataegus) трибы Pyreae подсемейства Спирейные (Spiraeoideae) семейства Розовые (Rosaceae) порядка Розоцветные (Rosales).
|  |                                      |  |                                                              |                                                              |                   |  | ещё 8 семейств (согласно Системе APG III) | ещё 8 семейств (согласно Системе APG III)    |                                              |  |  |  | ещё 7 триб (согласно Системе APG III)         | ещё 7 триб (согласно Системе APG III)         |  |  |  |  | ещё от 200 до 300 видов | ещё от 200 до 300 видов |
|  |                                      |  |                                                              |                                                              |                   |  | ещё 8 семейств (согласно Системе APG III) | ещё 8 семейств (согласно Системе APG III)    |                                              |  |  |  | ещё 7 триб (согласно Системе APG III)         | ещё 7 триб (согласно Системе APG III)         |  |  |  |  | ещё от 200 до 300 видов | ещё от 200 до 300 видов |
|  |                                      |  |                                                              | порядок Розоцветные                                          |                   |  |                                           |                                              | подсемейство Спирейные                       |  |  |  |                                               | род Боярышник                                 |  |  |  |  |                         |                         |
|  |                                      |  |                                                              | порядок Розоцветные                                          |                   |  |                                           |                                              | подсемейство Спирейные                       |  |  |  |                                               | род Боярышник                                 |  |  |  |  |                         |                         |
|  | отдел Цветковые, или Покрытосеменные |  |                                                              |                                                              | семейство Розовые |  |                                           |                                              | триба Pyreae                                 |  |  |  | вид Боярышник зелёный                         |                                               |  |  |  |  |                         |                         |
|  | отдел Цветковые, или Покрытосеменные |  |                                                              |                                                              |                   |  |                                           |                                              |                                              |  |  |  |                                               |                                               |  |  |  |  |                         |                         |
|  |                                      |  | ещё 44 порядка цветковых растений (согласно Системе APG III) | ещё 44 порядка цветковых растений (согласно Системе APG III) |                   |  |                                           | ещё 8 подсемейств (согласно Системе APG III) | ещё 8 подсемейств (согласно Системе APG III) |  |  |  | ещё около 60 родов (согласно Системе APG III) | ещё около 60 родов (согласно Системе APG III) |  |  |  |  |                         |                         |
|  |                                      |  |                                                              | ещё 44 порядка цветковых растений (согласно Системе APG III) |                   |  |                                           |                                              | ещё 8 подсемейств (согласно Системе APG III) |  |  |  |                                               | ещё около 60 родов (согласно Системе APG III) |  |  |  |  |                         |                         |

### Представители
В рамках вида выделяют ряд разновидностей:
- Crataegus viridis var. desertorum (Sarg.) Keeney & Enquist
- Crataegus viridis var. viridis